# Thysanoidma stellata
Thysanoidma stellata là một loài bướm đêm trong họ Crambidae.